# بگذار باشد (ترانه)
«بگذار باشد» (به انگلیسی: Let it Be) نام ترانه‌ای از گروه بیتلز (The beatles) می‌باشد. این تک‌آهنگ از آلبومی به همین نام می‌باشد و نوشتن آن به عهده جان لنون و پل مک‌کارتنی (لنون-مککارتنی) بود. جرج مارتین نیز تهیه‌کنندگی آلبوم را به عهده گرفت. این آهنگ همراه با آلبوم بگذار باشد (آلبوم) در تاریخ ۶ مارس ۱۹۷۰ منتشر گردید. در حال حاضر نسخهٔ تصویری این آهنگ وجود دارد و معروف می‌باشد. این اثر توسط فرهاد مهراد نیز اجرا شده‌است.

## رتبه‌بندی
این آهنگ بر اساس رتبه‌بندی مجله رولینگ استون رتبهٔ ۸ را در تمام دوران در بخش بهترین‌های بیتلز به دست آورد. همچنین این آهنگ در Aol radio blog بایگانی‌شده  در ۱۰ اوت ۲۰۲۰ توسط Wayback Machine رتبهٔ دهم را بدست آورد. بسیاری از منتقدین سایت‌ها و بزر گان نیز این آهنگ را جزو ۵۰ آهنگ برتر جهان به حساب می‌آورند.

## جوایز
در مراسم اسکار سال ۱۹۷۰، بیتلز برای مستند بگذار باشد، برنده جایزه اسکار بهترین ترانه شدند.

## مشخصات نوع آهنگ
این آهنگ بیش از آن که حاصل کار گروهی بیتل‌ها باشد اثریست که تماماً امضای پل مکارتنی را بر خود دارد.
نوع اجرا و سادگی ملودیهای اثر باعث شده بسیاری از خوانندگان دست به بازخوانی آن بزنند.
جان لننون از این آهنگ به شدت متنفر بود. طوری که بعدها در تک‌آهنگ How Do You Sleep به هجو این اثر پرداخت.
لیست اجرا کنندگان:
- پل مک‌کارتنی:خواننده اصلی، پیانو، بیس
- جان لنون: گیتاریست و خوانندهٔ پشت
- رینگو استار:درام
- جرج هریسون: گیتار لید و خوانندهٔ زمینه

## جدول‌ها
جدول وارد شدهٔ غیرمجاز: کاناداتاپ‌سینگلز|۱
جدول وارد شدهٔ غیرمجاز: هلندی۱۰۰|۱
جدول وارد شدهٔ غیرمجاز: بیلبوردآدلات‌کانتمپورری|۱
| جدول (۱۹۷۰)                  | اوج موقعیت |
| ---------------------------- | ---------- |
| استرالیا (گزارش موسیقی کنت)  | 1          |
| اتریش (او۳ تاپ ۴۰ اتریش)     | ۱          |
| بلژیک (اولتراتیپ فلاندرز)    | ۳          |
| مجارستان (رادیوس تاپ ۴۰)     | ۱          |
| ایرلند (ایرما)               | ۳          |
| نیوزیلند (لیسنر)             | ۱          |
| نروژ (وی‌جی-لیستا)            | ۱          |
| سوئیس (شوایزر هیت‌پاراد)      | ۱          |
| تک‌آهنگ‌های بریتانیا (اوسی‌سی)  | ۲          |
| بیلبورد هات ۱۰۰ ایالات متحده | ۱          |
| West Germany (Musikmarkt)    | ۲          |
| جدول (۲۰۱۰)                  | اوج موقعیت |
| فنلاند (جدول‌های رسمی فنلاند) | ۲۰         |
| اسپانیا (پروموزیک)           | ۳۹         |
| جدول (۲۰۱۳)                  | اوج موقعیت |
| فرانسه (اس‌ان‌ئی‌پی)            | ۹۶         |
| جدول (۲۰۱۶)                  | اوج موقعیت |
| سوئد (فهرست برترین‌های سوئد)  | ۳۹         |